# Canadees voetbalelftal in 2014
Het Canadees voetbalelftal speelde in totaal vijf officiële interlands in het jaar 2014, alle vriendschappelijk. De nationale selectie stond onder leiding van Benito Floro die in de zomer van 2013 was aangesteld als definitieve opvolger van de opgestapte Stephen Hart.

## Balans
| Wedstrijden | Wedstrijden | Wedstrijden | Wedstrijden | Doelpunten | Doelpunten | Doelpunten | Punten |
| Gespeeld    | Winst       | Gelijk      | Verlies     | Voor       | Tegen      | Saldo      | Punten |
| ----------- | ----------- | ----------- | ----------- | ---------- | ---------- | ---------- | ------ |
| 5           | 1           | 3           | 1           | 5          | 4          | +1         | 1.000  |

## Interlands
|                                                   |                             |       |                      |                                                                                 |
| 23 mei Vriendschappelijk № 353 «onderlinge duels» | Canada                      | 1 – 1 | Bulgarije            | Sonnenseestadion, Ritzing Toeschouwers: 50 Scheidsrechter: Harald Lechner (AUT) |
| 23 mei Vriendschappelijk № 353 «onderlinge duels» | Atiba Hutchinson 27' (pen.) |       | 19' Andrej Galabinov | Sonnenseestadion, Ritzing Toeschouwers: 50 Scheidsrechter: Harald Lechner (AUT) |

|                                                   |                    |       |                     |                                                                                         |
| 27 mei Vriendschappelijk № 354 «onderlinge duels» | Moldavië           | 1 – 1 | Canada              | Sportplatz SV Union, Amstetten Toeschouwers: 1.000 Scheidsrechter: Oliver Drachta (AUT) |
| 27 mei Vriendschappelijk № 354 «onderlinge duels» | Eugen Sidorenco 7' |       | 8' Tosaint Ricketts | Sportplatz SV Union, Amstetten Toeschouwers: 1.000 Scheidsrechter: Oliver Drachta (AUT) |

|                                                        |                                                         |       |                    |                                                                           |
| 9 september Vriendschappelijk № 355 «onderlinge duels» | Canada                                                  | 3 – 1 | Jamaica            | BMO Field, Toronto Toeschouwers: 12.162 Scheidsrechter: Juan Guzman (USA) |
| 9 september Vriendschappelijk № 355 «onderlinge duels» | David Edgar 34' Marcel de Jong 68' Tosaint Ricketts 73' |       | 31' Kemar Lawrence | BMO Field, Toronto Toeschouwers: 12.162 Scheidsrechter: Juan Guzman (USA) |

|                                                                 |        |                     |          |                                                                                 |
| 14 oktober Vriendschappelijk № 356 «onderlinge duels» 20:15 uur | Canada | 0 – 1               | Colombia | Red Bull Arena, Harrison Toeschouwers: 25.189 Scheidsrechter: Juan Guzman (USA) |
| 14 oktober Vriendschappelijk № 356 «onderlinge duels» 20:15 uur |        | 75' James Rodríguez |          | Red Bull Arena, Harrison Toeschouwers: 25.189 Scheidsrechter: Juan Guzman (USA) |

|                                                        |        |       |        |                                                                                             |
| 18 november Vriendschappelijk № 357 «onderlinge duels» | Panama | 0 – 0 | Canada | Estadio Rommel Fernández, Panama-Stad Toeschouwers: 3.500 Scheidsrechter: Chris Penso (USA) |
| 18 november Vriendschappelijk № 357 «onderlinge duels» |        |       |        | Estadio Rommel Fernández, Panama-Stad Toeschouwers: 3.500 Scheidsrechter: Chris Penso (USA) |

## FIFA-wereldranglijst
| JAN | FEB | MAR | APR | MEI | JUN | JUL | AUG | SEP | OKT | NOV | DEC |
| --- | --- | --- | --- | --- | --- | --- | --- | --- | --- | --- | --- |
| 111 | 113 | 112 | 110 | 110 | 110 | 118 | 122 | 120 | 122 | 110 | 112 |

## Statistieken
| Milan Borjan          | 1987-10-23 | Radnički Niš           | 5 | 0 | 0 | 21 | 0 |
| Verdediging           |            |                        |   |   |   |    |   |
| Adam Straith          | 1990-09-11 | SV Wehen               | 4 | 1 | 0 |    |   |
| David Edgar           | 1987-05-19 | Huddersfield Town      | 4 | 0 | 1 | 26 | 2 |
| André Hainault        | 1986-06-17 | VfR Aalen              | 4 | 0 | 0 |    |   |
| Doneil Henry          | 1993-04-20 | West Ham United        | 3 | 0 | 0 | 14 | 0 |
| Marcel de Jong        | 1986-10-15 | FC Augsburg            | 2 | 0 | 1 |    |   |
| Karl Ouimette         | 1992-06-18 | Montreal Impact        | 1 | 2 | 0 |    |   |
| Dejan Jaković         | 1985-07-16 | Shimizu S-Pulse        | 0 | 1 | 0 |    |   |
| Middenveld            |            |                        |   |   |   |    |   |
| Julian de Guzmán      | 1981-03-25 | Skoda Xanthi           | 5 | 0 | 0 |    |   |
| Atiba Hutchinson      | 1983-02-08 | Beşiktaş               | 4 | 0 | 1 |    |   |
| Nikolas Ledgerwood    | 1985-01-16 | Energie Cottbus        | 3 | 1 | 0 |    |   |
| Pedro Pacheco         | 1984-06-27 | CD Santa Clara         | 3 | 0 | 0 |    |   |
| Patrice Bernier       | 1979-09-23 | Montreal Impact        | 2 | 0 | 0 |    |   |
| Jérémy Gagnon-Laparé  | 1995-03-09 | Montreal Impact        | 1 | 2 | 0 | 5  | 0 |
| Dwayne De Rosario     | 1978-05-15 | Toronto FC             | 1 | 1 | 0 |    |   |
| Kyle Bekker           | 1990-09-02 | Toronto FC             | 0 | 2 | 0 | 13 | 0 |
| Samuel Piette         | 1994-11-12 | Deportivo La Coruña B  | 0 | 2 | 0 |    |   |
| Jonathan Osorio       | 1992-06-12 | Toronto FC             | 0 | 1 | 0 |    |   |
| Russell Teibert       | 1992-12-22 | Vancouver Whitecaps    | 0 | 1 | 0 |    |   |
| Manny Aparicio        | 1995-09-17 | Wilmington Hammerheads | 0 | 1 | 0 |    |   |
| Aanval                |            |                        |   |   |   |    |   |
| Tosaint Ricketts      | 1987-08-06 | Hapoel Haifa           | 5 | 0 | 2 | 35 | 7 |
| Randy Edwini-Bonsu    | 1990-04-20 | Stuttgarter Kickers    | 3 | 0 | 0 |    |   |
| Issey Nakajima-Farran | 1984-05-16 | CF Suburense           | 3 | 0 | 0 |    |   |
| Simeon Jackson        | 1987-03-28 | Coventry City          | 2 | 1 | 0 |    |   |
| Cyle Larin            | 1995-04-17 | Sigma FC Mississauga   | 0 | 3 | 0 | 3  | 0 |
| Daniel Haber          | 1992-08-05 | AO Agia Napa           | 0 | 2 | 0 |    |   |
| Marcus Haber          | 1989-01-11 | Crewe Alexandra        | 0 | 2 | 0 |    |   |
| Jordan Hamilton       | 1996-03-17 | CD Trofense            | 0 | 1 | 0 |    |   |

Canadese voetbalbond · A-internationals · Bondscoaches · Selecties · Statistieken · Canadees vrouwenelftal · Canada U21 · Canada U20 · Canada U19 · Canada U18 · Canada U17
1885 – 1949 ·
1950 – 1969 ·
1970 – 1979 ·
1980 – 1989 ·
1990 – 1999 ·
2000 – 2009 ·
2010 – 2019 ·
2020 − 2029
WK 1986
OS 1904 · 
OS 1976 · 
OS 1984
1885 · 
1886 · 
1887 · 
1888 · 
1889–1903 · 
1904 · 
1905–1923 · 
1924 · 
1925 · 
1926 · 
1927 · 
1928–1936 · 
1937 · 
1938–1956 · 
1957 · 
1958–1967 · 
1968 · 
1969–1971 · 
1972 · 
1973 · 
1974 · 
1975 · 
1976 · 
1977 · 
1978–1979 · 
1980 · 
1981 · 
1982 · 
1983 · 
1984 · 
1985 · 
1986 · 
1987 · 
1988 · 
1989 · 
1990 · 
1991 · 
1992 · 
1993 · 
1994 · 
1995 · 
1996 · 
1997 · 
1998 · 
1999 · 
2000 · 
2001 · 
2002 · 
2003 · 
2004 · 
2005 · 
2006 · 
2007 · 
2008 · 
2009 · 
2010 · 
2011 · 
2012 · 
2013 ·
2014 ·
2015 ·
2016 ·
2017 ·
2018 ·
2019 ·
2020 ·
2021 ·
2022
Amerikaanse Maagdeneilanden ·
Argentinië ·
Armenië ·
Aruba ·
Australië ·
Azerbeidzjan ·
Bahrein ·
Barbados ·
België ·
Belize ·
Bermuda ·
Brazilië ·
Bulgarije · 
Chili ·
China ·
Colombia ·
Congo-Brazzaville ·
Costa Rica ·
Cuba ·
Curaçao ·
Cyprus ·
DDR ·
Denemarken ·
Dominica ·
Duitsland ·
Ecuador ·
Egypte ·
El Salvador ·
Engeland ·
Estland ·
Faeröer · 
Finland ·
Frankrijk ·
Ghana ·
Griekenland ·
Guatemala ·
Haïti ·
Honduras ·
Hongarije ·
Hongkong ·
Ierland ·
IJsland ·
Indonesië ·
Iran ·
Italië ·
Jamaica ·
Japan ·
Joegoslavië ·
Kaaimaneilanden ·
Kameroen ·
Kroatië ·
Libië ·
Luxemburg ·
Maleisië ·
Malta ·
Marokko ·
Mauritanië ·
Mexico ·
Moldavië ·
Nederland ·
Nieuw-Zeeland ·
Nigeria ·
Noord-Ierland ·
Noord-Korea ·
Noord-Macedonië ·
Oekraïne ·
Oezbekistan ·
Oostenrijk ·
Panama ·
Paraguay ·
Peru ·
Polen ·
Portugal ·
Puerto Rico ·
Qatar ·
Saint Kitts en Nevis ·
Saint Lucia ·
Saint Vincent en de Grenadines ·
San Marino ·
Saoedi-Arabië ·
Schotland ·
Singapore ·
Slovenië ·
Sovjet-Unie ·
Spanje ·
Suriname ·
Trinidad en Tobago ·
Tsjechië ·
Tunesië ·
Turkije ·
Uruguay ·
Venezuela ·
Verenigde Staten ·
Wales ·
Wit-Rusland ·
Zuid-Afrika ·
Zuid-Korea ·
Zwitserland
België (2022)